# Nuclei di condensazione
I nuclei di condensazione sono microparticelle di varia natura fortemente igroscopiche, cioè aventi affinità con l'acqua, che entrano in gioco nei processi di formazione, ovvero condensazione, delle nubi in atmosfera.

## Funzione dei nuclei
La funzione dei nuclei è quella di favorire sensibilmente la condensazione (il vapore acqueo condensa sui nuclei anche con umidità relativa del 100-300 anziché alla saturazione cioè 500%) riunendo un numero sufficientemente grande di molecole tale da creare una piccolissima gocciolina sferica che continua a crescere autonomamente anziché evaporare; in assenza dei nuclei il raggiungimento dei cosiddetti raggi critici (le dimensioni minime affinché la gocciolina si sviluppi autonomamente) richiede gradi di soprassaturazione troppo elevati (120%-130%) per le capacità della natura (max. 101% durante i temporali).
Una situazione analoga si verifica anche con i germi cristallini che favoriscono la natura dei cristalli di ghiaccio.

## Dimensioni e fonti
I diametri dei nuclei variano da 0,01 a 10 micron (1 micron = 1 milionesimo di metro).
Il principale gruppo di nuclei igroscopici sono i sali (cloruri, soprattutto il cloruro di sodio e quello di magnesio) la cui fonte principale è ovviamente il mare al frangersi dei flutti. La loro concentrazione aumenta all'aumentare della velocità del vento da cui il moto ondoso dipende. Altrettanto numerose goccioline d'acqua salata vengono espulse nell'atmosfera per intensa evaporazione quando la lava di alcuni vulcani effusivi (ad es. quelli hawaiani) raggiunge la superficie marina. Maggiore è l'altezza al di sopra della superficie marina o la distanza nell'entroterra, minore tende ad essere la concentrazione dei nuclei salini.
Altro gruppo di nuclei sono tutte quelle particelle composte da solfati presenti in atmosfera come prodotti della combustione di sostanze contenenti zolfo ovvero acido solforico e solfato d'ammonio. Anche l'acido nitroso, formato dalla combinazione di azoto, ossigeno e vapore acqueo ad alte temperature, è una sostanza in grado di fungere da nucleo di condensazione.
Le particelle che i venti asportano dal terreno (silicati) costituiscono una terza fonte importante di nuclei: quelle con diametri superiori ai 10-20 micron ricadono rapidamente al suolo per effetto del loro peso, quelle più piccole invece possono essere trasportate a grandi altezze e grandi distanze.
Nella classificazione per dimensione i più piccoli, detti nuclei di Aitken hanno diametri inferiori a 0,4 micron con concentrazioni che vanno da 1000 a 5000/cm^3, ma sono talmente piccoli che c'è bisogno di un alto grado di soprassaturazione affinché il vapore condensi su di essi; i grandi nuclei hanno invece diametri che vanno da 0,4 a 1 micron e concentrazioni di poche centinaia al cm³ mentre i nuclei giganti hanno diametri da 1 a 10 micron e concentrazioni appena di 0,1-1 /cm. I grandi nuclei sono composti da solfati laddove i nuclei giganti sono soprattutto particelle di sale marino. In generale la concentrazione dei nuclei, tanto maggiore quanto più piccoli sono i nuclei, varia sensibilmente nello spazio e nel tempo: il numero di nuclei è massimo sulle città in conseguenza della combustione degli autoveicoli e delle industrie, minore in campagna e ancora minore sul mare, mentre la concentrazione effettiva in un certo istante in un dato luogo dipende da molti fattori: presenza e tipi di industrie, tipo di suolo, velocità del vento, dal fatto che abbia piovuto recentemente oppure no ecc.